# Кацман, Юрий Маркович
Юрий Маркович Кацман (род. 1970, Дзержинск, Горьковская область, СССР) — российский журналист.

## Биография
В 1993 с отличием окончил экономический факультет МГУ.
С 1992 по 1993 год работал корреспондентом отдела финансов газеты «Коммерсантъ-Daily» ИД «Коммерсантъ», в 1993—1995 — руководителем рубрики «Тема», обозревателем газеты «Коммерсантъ-Daily». С 1995 по 1997 был начальником отдела финансов «Коммерсантъ-Daily».
С февраля 1997 занимал пост главного редактора еженедельного финансово-экономического приложения «Коммерсантъ-Рейтинг» к газете «Коммерсантъ-Daily».
10 сентября 1997 год был назначен главным редактором еженедельного экономического журнала «Коммерсантъ-Деньги» ЗАО «Коммерсантъ. Издательский дом».
С ноября 1997 года — руководитель блока деловой информации ЗАО «Коммерсантъ. Издательский дом». Член редакционной коллегии ИД «Коммерсантъ».
С октября 1999 года — заместитель шеф-редактора ИД «Коммерсантъ».
С 2000 по 2002 год — директор по развитию издательского дома Коммерсантъ.
В 2002 году — управляющий директор ООО «Столичная вечерняя газета»
С 2002 по 2004 год — издатель журнала «Секрет фирмы».
С 2004 года — управляющий директор Издательского дома Секрет фирмы.
С 2008 по 2011 год — генеральный директор медиагруппы «Живи!».
C 2009 года — главный редактор газеты F5 в составе медиагруппы «Живи!».
В 2012 году Юрий Кацман купил газету F5 в обмен на долю в медиагруппе «Живи!». При этом он остаётся главным редактором. Через некоторое время закрылась бумажная версия F5, но сайт продолжает работать.
В 2020 году стал редакционным директором «Ведомостей», позднее — первым заместителем главного редактора.

## Награды
Лауреат премии Медиаменеджер России 2005 года в номинации «Пресса».